# Pirgeometro

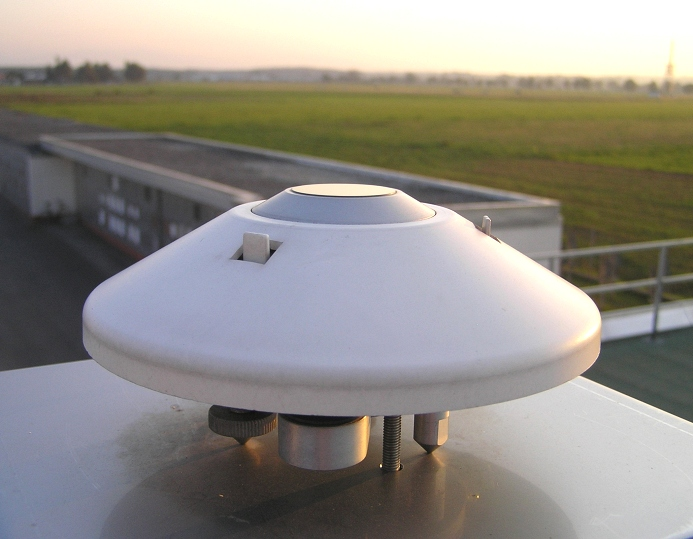
Esempio di pirgeometro

Un pirgeometro è un dispositivo per la misurazione dello spettro delle radiazioni elettromagnetiche infrarosse nell'atmosfera nell'intervallo 4,5 µm-100 µm.